# イプロニアジド
イプロニアジド（Iproniazid）は、ヒドラジン系の非選択的で非可逆的なモノアミン酸化酵素阻害薬である。1960年代に、世界中の多くの国で販売停止されたが、フランスでは20世紀末まで使用されていた。Marsilid, Rivivol, Euphozid, Iprazid, Ipronid, Iproninといった商品名であった。
当初、結核の治療薬として開発された。1952年に結核薬のイソニアジドが投与された患者が、想定外に幸せを感じたことから抗うつ作用が発見された。続いて、N-イソプロピルを追加して、抗うつ薬として開発され、1958年に使用が承認された。3年後の1961年には、肝炎の高い発生率から市場から撤退し、肝毒性の少ないフェネルジンやイソカルボキサジドといった薬で置き換えられた。
イプロニアジドは抗うつ薬として最初に販売された薬のひとつであり、1935年のアンフェタミン（ベンゼドリンまたは日本ではヒロポン、が「軽症のうつ」などのために）がこれに先行している。
また、気分を変えるための乳香はかなり古くから伝統的に販売されてきたものの、その煙の化合物のひとつがマウスに抗うつ作用を示したことが判明したのは2012年のことである